# Jack Powell
John Powell, detto Jack (Ffrwd, 25 marzo 1860 – Wrexham, 16 marzo 1947), è stato un calciatore gallese, di ruolo difensore.

## Carriera
Terzino, giocatore di Druids e Bolton, nell'ottobre del 1886 si trasferisce al Newton Heath. Esordisce il 30 ottobre del 1886 in FA Cup contro il Fleetwood Rangers (2-2). In seguito ne diviene il capitano. Nel 1891 lascia il Newton Heath potendo vantare solo quattro incontri di FA Cup.
Il 23 marzo 1878 esordisce in Nazionale giocando contro la Scozia (9-0). Gioca 15 incontri con il Galles, 6 indossando la fascia di capitano tra il 1883 e il 1888.